# Clásico RCN 2017
Le Clásico RCN 2017 est la cinquante-septième édition du Clásico RCN. Elle se dispute du 22 septembre au 1er octobre 2017, en Colombie.
Pour trois secondes, Juan Pablo Suárez s'impose devant le vainqueur sortant Óscar Sevilla.

## Présentation

### Équipes participantes
| Équipes                                                                    | Principaux engagés |
| Medellín - Éxito                                                           | Óscar Sevilla, Cristhian Montoya, Weimar Roldán                                                                          |
| Movistar Team América                                                      | Alexander Gil, Álvaro Duarte, Jaime Castañeda, Carlos Mario Ramírez, Cristian Talero, Edwin Sánchez, Stiber Ortiz        |
| Aguardiente Antioqueño - Indeportes Antioquia - IDEA - Lotería de Medellín | Danny Osorio, Carlos Julián Quintero, Rafael Montiel, Alejandro Serna                                                    |
| Coldeportes - Zenú - Claro                                                 | Alex Cano, Luis Felipe Laverde, Miguel Ángel Rubiano, Dalivier Ospina, Germán Chaves                                     |
| Manzana Postobón                                                           | Juan Pablo Villegas, Carlos Chía, Jhojan García, Bernardo Suaza, Hernán Parra, Kevin Cano                                |
| GW Shimano - Chaoyang - Envía                                              | Alexis Camacho, Robinson Chalapud, Walter Pedraza, Jhonatan Ospina, Yeison Reyes                                         |
| Bicicletas Strongman - Formesan                                            | Camilo Gómez, Omar Mendoza, Aristóbulo Cala, Jonathan Caicedo, William Muñoz, Steven Calderón, Carlos Becerra            |
| EPM                                                                        | Juan Pablo Suárez, Fabio Duarte, Freddy Montaña, Diego Ochoa, Edwin Carvajal, Brayan Sánchez, Jairo Salas, Harold Tejada |
| SuperGIROS                                                                 | José Serpa, Luis Alfredo Martínez, Félix Barón, Didier Chaparro                                                          |
| Bakano                                                                     | Daniel Avellaneda |
| Lotería de Boyacá - Boyacá es Para Vivirla                                 | Cayetano Sarmiento, Heiner Parra, Javier Gómez, Adrián Bustamante                                                        |
| Sogamoso ciudad incluyente - IRDS                                          | Albeiro Rabón |
| JB Ropa Deportiva - Farbe                                                  | Kevin Sepúlveda |
| EBSA Empresa de Energía de Boyacá                                          | Óscar Rivera, Wilson Marentes, Cristian Tamayo                                                                           |
| Tolima - Carnaval del Pollo - Sheffy                                       | Diego Quintero, Yerzon Sánchez                                                                                           |
| Agencia Nacional de Seguridad Vial - 4WD Rent a Car                        | Miguel Ángel Reyes |
| Aguardiente Néctar - 4WD Rent a Car - IMRD Chía                            | Wilmar Castro |
| Sundark Arawak - Vive La Dorada                                            | Norberto Wilches, Edwin Arango, Santiago Ordóñez, Camilo Basante                                                         |
| Primero Villa de Leyva                                                     | Fernando Jiménez |
| FF AA Fuerzas Armadas - Alcaldía de Firavitoba                             | Jair Avella, John Fredy Ávila                                                                                            |

## Les étapes
| Étape     | Date     | Villes étapes                    | type                        | Distance (km) | Vainqueur d'étape   | Leader du classement général |
| --------- | -------- | -------------------------------- | --------------------------- | ------------- | ------------------- | ---------------------------- |
| 1re étape | 22 sept. | Marsella – Pereira               | étape vallonnée             | 125,2         | Jairo Salas         | Jairo Salas                  |
| 2e étape  | 23 sept. | Santa Rosa de Cabal – La Pintada | étape vallonnée             | 124           | Javier Gómez        | Javier Gómez                 |
| 3e étape  | 24 sept. | El Carmen de Viboral – La Dorada | étape vallonnée             | 216           | Javier Gómez        | Javier Gómez                 |
| 4e étape  | 25 sept. | La Dorada – Albán                | étape de montagne           | 128,8         | Jonathan Caicedo    | Jonathan Caicedo             |
| 5e étape  | 26 sept. | Tocancipá – Sogamoso             | étape de plaine             | 171,1         | Weimar Roldán       | Jonathan Caicedo             |
| 6e étape  | 27 sept. | Paipa – Cajicá                   | étape vallonnée             | 227,1         | Luis Felipe Laverde | Wilson Marentes              |
| 7e étape  | 28 sept. | Fusagasugá – Ibagué              | étape vallonnée             | 170,5         | Óscar Sevilla       | Wilson Marentes              |
| 8e étape  | 29 sept. | Ibagué – Manizales               | étape de montagne           | 192,8         | Heiner Parra        | Juan Pablo Suárez            |
| 9e étape  | 30 sept. | Manizales – Tuluá                | étape de plaine             | 188,8         | Jaime Castañeda     | Juan Pablo Suárez            |
| 10e étape | 1 oct.   | Buga – Guacarí                   | contre-la-montre individuel | 20,2          | Carlos Ramírez      | Juan Pablo Suárez            |

## Récit de la course

### 1reétape
Jairo Salas remporte l'étape et s'empare du même coup du maillot de leader.
Le premier jour de compétition se déroule dans le département de Risaralda. Le peloton prend le départ de Marsella passe une première fois dans Pereira, rejoint La Virginia pour y effectuer un circuit à parcourir cinq fois puis revenir dans la capitale départementale où est jugée l'arrivée. Deux cols, dont un de deuxième catégorie situé à vingt kilomètres de l'arrivée, deux sprints spéciaux et trois étapes volantes (toutes placées sur le circuit de La Virginia) jalonnent les 125,2 km du parcours.
Luis Alfredo Martínez et Cristian Talero sont chargés d'animer le début d'étape en s'échappant dans la descente du premier col, où Óscar Sevilla passe en tête. Martínez remporte deux des trois étapes volantes et se vêt du maillot de leader de ce classement annexe. L'écart est contrôlé par la formation Bicicletas Strongman qui l'empêche de dépasser 1 min 30 s. Même si John Fredy Ávila s'unit aux fugueurs, l'échappée est neutralisée sur la route du retour vers Pereira. Robinson Chalapud affiche ses prétentions et passe en tête au col de deuxième catégorie (et prend la tête du trophée des grimpeurs). Malgré plusieurs tentatives d'échappée, le peloton, plusieurs fois morcelé le long de l'étape, se reforme pour une arrivée groupée. Jairo Salas y prend le meilleur sur Óscar Sevilla et Jaime Castañeda.
Salas remercie son coéquipier Edwin Carvajal pour l'aide qu'il lui a apporté lors de l'emballage final. Cette victoire d'étape le dédommage de tous les ennuis de santé qui l'ont perturbé lors du précédent Tour de Colombie,.

### 2eétape
Javier Gómez s'impose au sprint et prend la tête du classement général.
Les coureurs partent de Santa Rosa de Cabal, dans le département de Risaralda, pour rejoindre, initialement Itagüí, dans l'área metropolitana de Medellín. L'étape se déroule principalement dans le département de Caldas, et s'achève finalement à La Pintada, municipalité limitrophe du département d'Antioquia. L'itinéraire original est amputé d'une centaine de kilomètres en raison de l'impossibilité de franchir le pont de Bolombolo (es). Deux sprints spéciaux et deux étapes volantes sont prévus lors des 124 km du jour.
À La Felisa, une première passe d'armes pour le titre voit Óscar Sevilla, Aristóbulo Cala et les principaux favoris tenter une échappée. Rapidement, les Manzana Postobón et les membres du Team Movistar y mettent un terme. Wilson Marentes, Cayetano Sarmiento et Alejandro Serna prennent alors les devants mais ne comptent au maximum qu'un peu plus d'une minute d'avance sur le peloton. Celui-ci les absorbe et arrive groupé. La photo-finish doit départager Cristian Tamayo, Jhonatan Ospina et Javier Gómez. Ce dernier s'impose alors que dans un premier temps Tamayo avait été déclaré vainqueur. Gómez, grâce aux secondes de bonifications glanées dans une étape volante et à l'arrivée, prend la tête de la course.
Javier Gómez dédicace sa victoire à son coéquipier Cristian Sierra, décédé lors d'une sortie d'entraînement le 7 septembre. Son directeur sportif Oliverio Cárdenas se satisfait que le travail réalisé par son équipe pour que le peloton arrive groupé soit récompensé.

### 3eétape
Javier Gómez remporte sa seconde victoire d'étape et consolide sa position en tête du classement général.
Les compétiteurs prennent le départ de El Carmen de Viboral dans le département d'Antioquia pour atteindre La Dorada (département de Caldas), après 216 km d'effort. Trois étapes volantes, deux sprints spéciaux et trois cols (tous trois dans les cent premiers kilomètres) pimentent le programme du jour.
Près de dix tentatives d'échappées échouent dans la journée. Même si Cristhian Montoya, Edwin Carvajal et Miguel Ángel Reyes trouvent l'ouverture et obtiennent jusqu'à 2 min 5 s d'avance. Ces derniers passent les deux derniers cols de l'étape (de deuxième catégorie) en tête. Montoya en profite pour s'emparer du commandement au trophée du meilleur grimpeur. Une fois les trois fugueurs neutralisés et un autre essai de douze coureurs annihilée, Yerson Sánchez et Camilo Basante tentent leur chance. Et bien qu'ils obtiennent 1 min 15 s d'avantage, ils sont absorbés par le peloton à dix kilomètres de l'arrivée. Dans les deux cent derniers mètres, une chute élimine du sprint pour la victoire Cristian Tamayo et Óscar Sevilla. Javier Gómez profite de la confusion pour franchir la ligne avec quelques longueurs d'avance sur Jairo Salas et Dalivier Ospina.

### 4eétape
Jonathan Caicedo s'impose dans la première étape de montagne et se vêt du maillot de leader.
L'étape du jour mène les coureurs dans trois départements. Ils prennent le départ à La Dorada, municipalité de Caldas d'où ils rejoignent le département du Tolima et terminent la journée à Albán, dans le Cundinamarca. L'arrivée est jugée au terme de l'ascension d'un col, classé en hors-catégorie. Deux étapes volantes, deux sprints spéciaux et deux cols de première catégorie sont également à relever sur le parcours. De fortes dénivellations attendent les participants. En 128,8 km, ils passent de 190 mètres d'altitude, au départ à 2 135 mètres sur la ligne d'arrivée. La dernière ascension, longue de 28,7 km, fait passer les concurrents de 875 mètres à 2 135 mètres.
Dès les premiers kilomètres de l'étape, une fugue de vingt-sept coureurs se développe. Elle obtient jusqu'à 8 min 10 s d'avantage. Le peloton contrôlé par l'équipe Lotería de Boyacá du leader Javier Gómez ne semble pas s'en intéresser. Dans le premier col de la journée, l'échappée perd des éléments tandis que Brayan Sánchez passe en tête au sommet. Dans la deuxième difficulté du jour, alors que l'écart est encore de 6 min 20 s, Jonathan Caicedo s'extrait du peloton des favoris pour partir en chasse des éclaireurs. Tandis que Sánchez récidive en passant en première position au col. Soutenu par ses équipiers, placés judicieusement dans l'échappée par leur directeur sportif, Caicedo reprend un à un les fugueurs. À six kilomètres de l'arrivée, il se retrouve en tête, avec le dernier de ceux-ci Hernán Parra, 42 s devant le groupe des leaders, emmené par Óscar Sevilla et où se trouve Aristóbulo Cala, Miguel Ángel Rubiano ou encore Omar Mendoza. Alors qu'à cet instant, Javier Gómez perd 1 min 30 s. Bien que rejoint par Juan Pablo Suárez et Alexis Camacho, Jonathan Caicedo les devance sur la ligne d'arrivée menant à bien son échappée,. Sevilla arrive avec 29 s de retard, en compagnie de six hommes. Outre Javier Gómez qui rétrograde dans la hiérarchie, les grand battus du jour sont José Serpa, Camilo Gómez, Robinson Chalapud, Alexander Gil et à un degré moindre Fabio Duarte et Alex Cano.
Malgré la perte de son maillot, Javier Gómez reste satisfait de ce qu'il a accompli. Dans une étape difficile, avec beaucoup d'ascension et une descente dangereuse, Jonathan Caicedo a eu la chance de rejoindre l'échappée matinale, il remercie ses équipiers William Muñoz et Steven Calderón pour leur aide fondamentale dans sa victoire.

### 5eétape
Weimar Roldán remporte le sprint massif et Jonathan Caicedo conserve le maillot de leader de la compétition.
L'étape, longue de 171,1 km, conduit les concurrents de Tocancipá à Sogamoso et relie le département de Cundinamarca à celui de Boyacá. Trois sprints spéciaux, trois étapes volantes et deux cols de troisième catégorie sont au programme.
La journée se caractérise par le nombre de tentatives d'échappée, toutes annihilés par l'équipe Bicicletas Strongman du leader Caicedo et par d'autres formations intéressées par une arrivée groupée. Miguel Ángel Rubiano (sixième du classement général) prend part à l'une d'entre elles et reste leader virtuel de la course pendant de longues minutes,. Auparavant, lors de la première étape volante, Juan Pablo Suárez terminait troisième, ce qui lui permettait de revenir à une seconde de Caicedo au classement général. Puis dans le premier col du jour, Brayan Sánchez glane un point et prend la tête du trophée des grimpeurs. À 62 km de l'arrivée, deux Boyacenses Diego Ochoa et Cayetano Sarmiento ont 2 min 20 s d'avance sur le peloton. Ils sont rejoints par seize hommes mais le regroupement général s'effectue à quatre kilomètres de l'arrivée. Lors du sprint, une chute sévère envoie à l'hôpital Jhonatan Ospina alors que Weimar Roldán s'impose facilement,. Roldán profite d'une faute d'inattention de Carlos Chía, pour le devancer tandis que Javier Gómez termine troisième.
Bien que la saison lui paraît longue, Weimar Roldán s'est senti bien tout au long de la journée et a pu concrétiser au contraire des jours précédents. Même si sa roue arrière est touchée dans la chute d'Ospina, il réussit à ne pas tomber et lance le sprint de loin,.

### 6eétape
Une échappée va à son terme. Luis Felipe Laverde gagne l'étape et Wilson Marentes prend la tête du classement général.
Dans le sens inverse de la veille, les participants quittent le département de Boyacá pour celui de Cundinamarca. Le parcours joint Paipa à Cajicá et est jalonné de trois cols de deuxième catégorie, de trois étapes volantes et de trois sprints spéciaux sur une distance de 227,1 km. En réalité, l'itinéraire est proche de 240 km avec la modification de parcours au passage de la capitale boyacense Tunja.
Les tentatives d'échappée se multiplient mais sont neutralisées, dans un premier temps, par l'équipe Bicicletas Strongman du leader Jonathan Caicedo. Puis celle-ci laisse partir quinze hommes, au 39e km. Ils obtiennent jusqu'à neuf minutes d'avantage. Cristian Talero en profite pour s'adjuger les deux dernières étapes volantes du jour et prendre le commandement de ce classement annexe. Le peloton accélère et se rapproche des fugitifs. Au passage du dernier col de la journée, le groupe des favoris passe avec un retard de 3 min 45 s. Devant Rafael Montiel et Germán Chaves se sont détachés dans l'ascension mais sont rejoints par cinq hommes. De sept coureurs, ils se retrouvent à quatre (Chaves, Laverde, Marentes et Montiel) pour se disputer la victoire d'étape. À l'arrivée, Luis Felipe Laverde dispose dans l'ordre de Marentes, Chaves et Montiel. Le peloton rejoint la ligne 1 min 36 s plus tard, permettant à Wilson Marentes de s'emparer de la tête du classement général, après l'étape la plus longue de l'épreuve.
Luis Felipe Laverde déclare à l'arrivée que son équipe avait besoin d'une victoire pour faire baisser le stress et l'anxiété, et que par bonheur c'est ce qu'il obtint. À trois dans l'échappée, Wilson Marentes remercie ses deux coéquipiers pour leur travail qui lui a permis d'endosser le maillot de leader et qu'il compte conserver le plus possible.

### 7eétape
Óscar Sevilla remporte l'étape au sprint tandis que Wilson Marentes conserve son bien.
Le Clásico RCN fête au Cundinamarca les trente ans de la victoire de Luis Herrera dans le Tour d'Espagne en partant de sa ville natale Fusagasugá, dans laquelle les coureurs effectuent cinq tours de circuit. Puis ils prennent la direction du département du Tolima et sa capitale Ibagué, terme de la journée. Lors des 170,5 km du parcours, trois étapes volantes et trois sprints spéciaux sont à disputer.
Sur le circuit dans Fusagasugá, Hernán Parra chute et doit se retirer. Tandis que José Serpa réalise une bonne partie des cinq tours en solitaire, il est rejoint sur la route de Melgar. Ce dernier intègre toutefois l'échappée de six, qui obtient jusqu'à 1 min 46 s d'avance. À 28 km de l'arrivée, seuls José Serpa, Stiber Ortiz, Álvaro Duarte et Yerson Sánchez restent en tête. À 12 km du terme, José Serpa, Didier Chaparro et Félix Barón, tous trois de l'équipe SuperGIROS, avec Harold Tejada tentent le tout pour le tout ; Chaparro échouant dans les derniers hectomètres. Le sprint massif est inévitable et voit la victoire d'Óscar Sevilla devant Javier Gómez et Juan Pablo Suárez.
À l'arrivée, Óscar Sevilla se dit content de sa victoire et de son bon classement général. Il a pu battre Javier Gómez revenant fort et bien décidé à gagner.

### 8eétape
Heiner Parra mène à bien une échappée au long cours et Juan Pablo Suárez s'approprie le commandement de la compétition.
Les coureurs empruntent les routes de quatre départements et joignent leurs capitales. Ils partent d'Ibagué, Tolima, pour rejoindre Armenia, dans le Quindío, passe à Pereira (Risaralda) pour arriver à Manizales, capitale du département de Caldas. Durant les 192,8 km du jour, trois étapes volantes, deux sprints spéciaux et, surtout, sept ascensions attendent les participants.
Cette étape est considérée comme l'étape reine. La veille, les observateurs font d'Óscar Sevilla, le favori à sa propre succession. Lui, par contre, déclare n'avoir pu s'entraîner comme il devrait et reste dans l'expectative quant à ses possibilités de l'emporter. Il voit comme principal adversaire Juan Pablo Suárez. Il cite également Jonathan Caicedo et son équipe Bicicletas Strongman. Pour Sevilla, l'étape semble très difficile, tout peut s'y passer. Il se doit de courir intelligemment. L'étape paraît décisive pour l'attribution du titre avec son profil "casse-pattes". Selon la presse, la lecture de l'altimétrie s'avère terrifiant. Sept ascensions sont au programme dont deux hors-catégorie : le fameux col de La Línea situé à 3 105 mètres d'altitude et l'alto de Chipre, à l'arrivée à Manizales.
Quarante-neuf coureurs prennent les devants dès le départ. Carlos Julián Quintero passe en tête les deux premiers cols. Mais c'est l'alto de La Línea qui opère la première sélection chez les fugueurs. Germán Chaves et Fernando Jiménez passent les premiers au sommet, suivi de Miguel Ángel Reyes à 58 s. Reyes devient ainsi le nouveau leader virtuel de la compétition, car le peloton des favoris, au sein duquel se trouvent Óscar Sevilla et Wilson Marentes, passe avec un retard de 4 min 42 s. À quarante kilomètres de l'arrivée, les fugitifs comptent encore 3 min 35 s d'avance. Au passage à la dernière étape volante, située vingt kilomètres plus loin, le groupe d'éclaireurs est réduit à treize unités. Dans la dernière ascension, accompagnée par la pluie, Jhojan García et Heiner Parra contrent une attaque de Walter Pedraza. Parra se défait de García, son dernier contradicteur pour s'imposer cinq secondes devant celui-ci et dix-huit devant Carlos Becerra. Miguel Ángel Reyes paye ses efforts des montées précédentes pour échouer dans sa quête du maillot de leader de l'épreuve. Il se fait même coiffer, pour la huitième place, par Juan Pablo Suárez qui arrive avec un retard de 1 min 18 s. Six secondes plus tard Óscar Sevilla en finit tandis que Jonathan Caicedo en débourse vingt-sept de plus. Wilson Marentes n'a pu suivre le rythme. Il perd quasiment dix minutes sur le vainqueur du jour et sort du Top 25 au classement général. L'autre grand battu est Miguel Ángel Rubiano qui perd vingt-huit minutes. Au classement général, Suárez prend la tête devant Sevilla à vingt-sept secondes (ce dernier progresse cependant dans la hiérarchie de trois places). Caicedo suit à trente-huit secondes et Danny Osorio est à cinquante-trois. Quant à Heiner Parra, il passe de la vingt-troisième à la septième place. Enfin, Germán Chaves déloge Brayan Sánchez du commandement du classement de la montagne,.
Heiner Parra signe là, la troisième victoire d'étape pour l'équipe Lotería de Boyacá. Il remercie pour leur travail ses équipiers Cayetano Sarmiento et Adrián Bustamante, présents dans l'échappée, qui lui ont fait confiance et permis de gagner. Lors de l'ascension de l'alto de La Línea, il subit une crevaison. En lui donnant sa roue, Bustamante a sacrifié ses propres chances. Le nouveau leader du classement général, Juan Pablo Suárez déclare que « ce fut une étape inédite, très dure. Je crois que le rêve serait de conserver le maillot jaune jusqu'au bout et je vais tout donner pour pouvoir offrir la victoire à mon équipe. » Les différences qu'il a établi ne sont pas rédhibitoires au point de ne pas devoir se battre jusqu'à la dernière étape en contre-la-montre. Car malgré l'enchaînement de difficultés proposé, l'étape n'a pas condamné le suspense de la compétition et laissé des écarts mesurés entre les premiers du classement général.

### 9eétape
Jaime Castañeda gagne l'étape tandis que Juan Pablo Suárez conserve sa place en haut de la hiérarchie.
Les coureurs partent de Manizales, capitale du département de Caldas pour rejoindre Tuluá dans celui de Valle del Cauca. Ils effectuent également en milieu d'étape plus de cinquante kilomètres en territoire risaraldense. À la différence de la profusion de difficultés altimétriques proposée la veille, seul un col de troisième catégorie est au programme des 188,8 km de la journée (ainsi que trois sprints spéciaux et trois étapes volantes).
Douze hommes prennent les devants aux alentours de Villamaría. Ils prennent jusqu'à cinq minutes d'avance. Après les efforts consentis la veille, le peloton semble peu disposé à engager la poursuite. Ce qui permet aux échappés de s'expliquer entre eux pour la victoire d'étape. Jaime Castañeda dispose dans l'ordre de Bernardo Suaza et de Carlos Julián Quintero. Dans les différents classements, aucun changement n'est à constater si ce n'est une modification au trophée du meilleur grimpeur. Le jury des commissaires révise le classement au passage au sommet de l'alto de La Línea, la veille. Fernando Jiménez devance finalement Germán Chaves. Pour Chaves, la perte des quatre points alloués a pour conséquence de placer Rafael Montiel en tête de ce classement annexe.
Jaime Castañeda a récupéré de tout ce qu'il a enduré ces deux dernières saisons. Cette victoire le récompense. Óscar Sevilla déclare que même si tout le monde le donne favori, il va falloir quand même disputer le contre-la-montre du lendemain. Il respecte le leader Juan Pablo Suárez qui tient, là, l'opportunité de sa vie de gagner une grande course. Alors que Suárez assure bien se débrouiller dans l'exercice du contre-la-montre. Il se sent tranquille et garantit qu'il se donnera à 100 % pour garder le maillot de leader.

### 10eétape
Carlos Mario Ramírez dispose de la concurrence dans le contre-la-montre terminal alors que Juan Pablo Suárez remporte la 57e édition du Clásico RCN.
La dernière étape, un contre-la-montre individuel, se dispute entièrement dans le département de Valle del Cauca, entre Buga et Guacarí. Les 20,2 km du parcours sont rigoureusement plat. Les coureurs partent de minute en minute à l'exception des quinze meilleurs au classement général qui, eux, partent de deux en deux minutes. Le premier départ est prévu à 8h30, heure locale.
Le septième concurrent à partir, Santiago Ordóñez est le premier à effectuer le parcours en moins de vingt-cinq minutes. Son "chrono" est supplanté quelques secondes plus tard par Cristian Tamayo qui réalise 24 min 24 s. Moins de treize minutes après ce dernier, Edwin Sánchez descend en-dessous des vingt-quatre minutes, en réussissant 23 min 42 s (ce qui lui permet de finir à la sixième place). Le 44e partant Carlos Mario Ramírez réalise 23 min 6 s. Il voit les quatre-vingt dix-neuf derniers concurrents échouer à améliorer son temps. Ramírez, double champion national espoir de la spécialité, s'impose avec seulement trois secondes d'avance sur José Serpa et vingt-huit sur Fabio Duarte. Pour la lutte pour le titre, Óscar Sevilla effectue le parcours en 23 min 48 s, vingt-quatre secondes plus vite que Juan Pablo Suárez. Cependant il manque trois secondes au Colombo-espagnol pour conserver son titre. Danny Osorio, quant à lui, monte sur la dernière marche du podium, comme en 2014. Il subtilise la troisième place à Jonathan Caicedo pour six secondes. Grâce à leur temps réalisé lors de ce dernier effort en solitaire, Omar Mendoza, Alex Cano et Fabio Duarte intègrent le Top ten,,.

## Classements finals

### Classement général final
144 coureurs terminent l'épreuve.
| \| Classement général \| Classement général \| Classement général \| Classement général \| Classement général \| \| Coureur \| Coureur \| Pays \| Équipe \| Temps \| \| ------------------ \| ------------------ \| ------------------ \| ------------------------------------------ \| ------------------ \| \| 1er \| Juan Pablo Suárez \| Colombie \| EPM \| 37 h 51 min 11 s \| \| 2e \| Óscar Sevilla \| Espagne \| Medellín-Inder \| + 3 s \| \| 3e \| Danny Osorio \| Colombie \| Aguardiente Antioqueño-Lotería de Medellín \| + 1 min 12 s \| \| 4e \| Jonathan Caicedo \| Équateur \| Bicicletas Strongman \| + 1 min 18 s \| \| 5e \| Miguel Ángel Reyes \| Colombie \| Agencia Nacional de Seguridad Vial \| + 1 min 31 s \| \| 6e \| Edwin Arango \| Colombie \| Sundark Arawak - Vive La Dorada \| + 1 min 40 s \| \| 7e \| Omar Mendoza \| Colombie \| Bicicletas Strongman \| + 1 min 46 s \| \| 8e \| Alex Cano \| Colombie \| Coldeportes-Zenú \| + 1 min 52 s \| \| 9e \| Freddy Montaña \| Colombie \| EPM \| + 2 min 26 s \| \| 10e \| Fabio Duarte \| Colombie \| EPM \| + 2 min 28 s \| |                    |          |                                            |                  |
| |                    |          |                                            |                  |
| |                    |          |                                            |                  |
| Classement général |                    |          |                                            |                  |
| Coureur | Coureur            | Pays     | Équipe                                     | Temps            |
| 1er | Juan Pablo Suárez  | Colombie | EPM                                        | 37 h 51 min 11 s |
| 2e | Óscar Sevilla      | Espagne  | Medellín-Inder                             | + 3 s            |
| 3e | Danny Osorio       | Colombie | Aguardiente Antioqueño-Lotería de Medellín | + 1 min 12 s     |
| 4e | Jonathan Caicedo   | Équateur | Bicicletas Strongman                       | + 1 min 18 s     |
| 5e | Miguel Ángel Reyes | Colombie | Agencia Nacional de Seguridad Vial         | + 1 min 31 s     |
| 6e | Edwin Arango       | Colombie | Sundark Arawak - Vive La Dorada            | + 1 min 40 s     |
| 7e | Omar Mendoza       | Colombie | Bicicletas Strongman                       | + 1 min 46 s     |
| 8e | Alex Cano          | Colombie | Coldeportes-Zenú                           | + 1 min 52 s     |
| 9e | Freddy Montaña     | Colombie | EPM                                        | + 2 min 26 s     |
| 10e | Fabio Duarte       | Colombie | EPM                                        | + 2 min 28 s     |

### Classements annexes
| Classement par équipes | Classement par équipes          | Classement par équipes | Classement par équipes |
|                        | Équipe                          | Pays                   | Temps                  |
| ---------------------- | ------------------------------- | ---------------------- | ---------------------- |
| 1re                    | Bicicletas Strongman - Formesan | Colombie               | en 113 h 35 min 23 s   |
| 2e                     | EPM                             | Colombie               | + 1 min 40 s           |
| 3e                     | GW Shimano - Chaoyang - Envía   | Colombie               | + 4 min 15 s           |
| modifier               |                                 |                        |                        |

| Classement de la montagne | Classement de la montagne | Classement de la montagne | Classement de la montagne                                                  | Classement de la montagne |
| ------------------------- | ------------------------- | ------------------------- | -------------------------------------------------------------------------- | ------------------------- |
|                           | Coureur                   | Pays                      | Équipe                                                                     | Point(s)                  |
| 1er                       | Rafael Montiel            | Colombie                  | Aguardiente Antioqueño - Indeportes Antioquia - IDEA - Lotería de Medellín | 32 points                 |
| 2e                        | Carlos Julián Quintero    | Colombie                  | Aguardiente Antioqueño - Indeportes Antioquia - IDEA - Lotería de Medellín | 32 pts                    |
| 3e                        | Germán Chaves             | Colombie                  | Coldeportes - Zenú - Claro                                                 | 32 pts                    |
| modifier                  |                           |                           |                                                                            |                           |

| Classement du meilleur jeune | Classement du meilleur jeune | Classement du meilleur jeune | Classement du meilleur jeune    | Classement du meilleur jeune |
|                              | Coureur                      | Pays                         | Équipe                          | Temps                        |
| ---------------------------- | ---------------------------- | ---------------------------- | ------------------------------- | ---------------------------- |
| 1er                          | Edwin Arango                 | Colombie                     | Sundark Arawak - Vive La Dorada | en 37 h 52 min 51 s          |
| 2e                           | Kevin Cano                   | Colombie                     | Manzana Postobón                | + 3 min 28 s                 |
| 3e                           | Yeison Reyes                 | Colombie                     | GW Shimano - Chaoyang - Envía   | + 4 min 44 s                 |
| modifier                     |                              |                              |                                 |                              |

| Classement de la régularité | Classement de la régularité | Classement de la régularité | Classement de la régularité                | Classement de la régularité |
| --------------------------- | --------------------------- | --------------------------- | ------------------------------------------ | --------------------------- |
|                             | Coureur                     | Pays                        | Équipe                                     | Point(s)                    |
| 1er                         | Javier Gómez                | Colombie                    | Lotería de Boyacá - Boyacá es Para Vivirla | 65 points                   |
| 2e                          | Óscar Sevilla               | Colombie Espagne            | Medellín - Éxito                           | 49 pts                      |
| 3e                          | Jairo Salas                 | Colombie                    | EPM                                        | 40 pts                      |
| modifier                    |                             |                             |                                            |                             |

| Classement des étapes volantes | Classement des étapes volantes | Classement des étapes volantes | Classement des étapes volantes                      | Classement des étapes volantes |
| ------------------------------ | ------------------------------ | ------------------------------ | --------------------------------------------------- | ------------------------------ |
|                                | Coureur                        | Pays                           | Équipe                                              | Point(s)                       |
| 1er                            | Cristian Talero                | Colombie                       | Movistar Team América                               | 17 points                      |
| 2e                             | Luis Alfredo Martínez          | Colombie                       | SuperGIROS                                          | 12 pts                         |
| 3e                             | Miguel Ángel Reyes             | Colombie                       | Agencia Nacional de Seguridad Vial - 4WD Rent a Car | 8 pts                          |
| modifier                       |                                |                                |                                                     |                                |

| Classement des sprints spéciaux | Classement des sprints spéciaux | Classement des sprints spéciaux | Classement des sprints spéciaux                                            | Classement des sprints spéciaux |
| ------------------------------- | ------------------------------- | ------------------------------- | -------------------------------------------------------------------------- | ------------------------------- |
|                                 | Coureur                         | Pays                            | Équipe                                                                     | Point(s)                        |
| 1er                             | Cristian Talero                 | Colombie                        | Movistar Team América                                                      | 18 points                       |
| 2e                              | Stiber Ortiz                    | Colombie                        | Movistar Team América                                                      | 10 pts                          |
| 3e                              | Carlos Julián Quintero          | Colombie                        | Aguardiente Antioqueño - Indeportes Antioquia - IDEA - Lotería de Medellín | 7 pts                           |
| modifier                        |                                 |                                 |                                                                            |                                 |

#### Classement combiné
| Classement combiné | Classement combiné | Classement combiné | Classement combiné                                  | Classement combiné |
| ------------------ | ------------------ | ------------------ | --------------------------------------------------- | ------------------ |
|                    | Coureur            | Pays               | Équipe                                              | Point(s)           |
| 1er                | Óscar Sevilla      | Colombie Espagne   | Medellín - Éxito                                    | 21 points          |
| 2e                 | Juan Pablo Suárez  | Colombie           | EPM                                                 | 27 pts             |
| 3e                 | Miguel Ángel Reyes | Colombie           | Agencia Nacional de Seguridad Vial - 4WD Rent a Car | 41 pts             |
| modifier           |                    |                    |                                                     |                    |

## Évolution des classements
| Étapes             | Vainqueur            | Classement général | Classement des moins de 23 ans | Classement de la montagne | Classement de la régularité | Classement des étapes volantes | Classement des sprints spéciaux | Classement par équipes                     |
| ------------------ | -------------------- | ------------------ | ------------------------------ | ------------------------- | --------------------------- | ------------------------------ | ------------------------------- | ------------------------------------------ |
| 1re étape          | Jairo Salas          | Jairo Salas        | Wilson Cardona                 | Robinson Chalapud         | Jairo Salas                 | Luis Alfredo Martínez          | Yecid Sierra                    | Lotería de Boyacá - Boyacá es Para Vivirla |
| 2e étape           | Javier Gómez         | Javier Gómez       | Adrián Bustamante              | Robinson Chalapud         | Javier Gómez                | Luis Alfredo Martínez          | Cristian Talero                 | Lotería de Boyacá - Boyacá es Para Vivirla |
| 3e étape           | Javier Gómez         | Javier Gómez       | Mateo García                   | Cristhian Montoya         | Javier Gómez                | Luis Alfredo Martínez          | Cristian Talero                 | Lotería de Boyacá - Boyacá es Para Vivirla |
| 4e étape           | Jonathan Caicedo     | Jonathan Caicedo   | Edwin Arango                   | Jonathan Caicedo          | Javier Gómez                | Luis Alfredo Martínez          | Cristian Talero                 | Bicicletas Strongman                       |
| 5e étape           | Weimar Roldán        | Jonathan Caicedo   | Edwin Arango                   | Brayan Sánchez            | Javier Gómez                | Luis Alfredo Martínez          | Cristian Talero                 | Bicicletas Strongman                       |
| 6e étape           | Luis Felipe Laverde  | Wilson Marentes    | Edwin Arango                   | Brayan Sánchez            | Javier Gómez                | Cristian Talero                | Cristian Talero                 | Bicicletas Strongman                       |
| 7e étape           | Óscar Sevilla        | Wilson Marentes    | Edwin Arango                   | Brayan Sánchez            | Javier Gómez                | Cristian Talero                | Cristian Talero                 | Bicicletas Strongman                       |
| 8e étape           | Heiner Parra         | Juan Pablo Suárez  | Edwin Arango                   | Germán Chaves             | Javier Gómez                | Cristian Talero                | Cristian Talero                 | Bicicletas Strongman                       |
| 9e étape           | Jaime Castañeda      | Juan Pablo Suárez  | Edwin Arango                   | Rafael Montiel            | Javier Gómez                | Cristian Talero                | Cristian Talero                 | Bicicletas Strongman                       |
| 10e étape          | Carlos Mario Ramírez | Juan Pablo Suárez  | Edwin Arango                   | Rafael Montiel            | Javier Gómez                | Cristian Talero                | Cristian Talero                 | Bicicletas Strongman                       |
| Classements finals | Classements finals   | Juan Pablo Suárez  | Edwin Arango                   | Rafael Montiel            | Javier Gómez                | Cristian Talero                | Cristian Talero                 | Bicicletas Strongman                       |